# Copa de la CEI 2014
La Copa de la CEI 2014 es la 22.ª edición de este torneo de fútbol a nivel de selecciones menores organizado por la Unión de Fútbol de Rusia y que contó con la participación de 12 equipos.
Ucrania venció a Rusia en la final jugada en San Petersburgo para ser campeón de torneo por primera vez.

## Participantes
| Equipo               | Entrenador              | Apariciones |
| -------------------- | ----------------------- | ----------- |
| Rusia U21            | Nikolai Pisarev         | 12          |
| Ucrania U21          | Serhiy Kovalets         | 3           |
| Bielorrusia U21      | Igor Kovalevich         | 3           |
| Lituania U21         | Vitalijus Stankevičius  | 3           |
| Letonia U21          | Anton Joore             | 3           |
| Estonia U21          | Martin Reim             | 3           |
| Moldavia U21         | Alexandru Curteian      | 3           |
| Kazajistán U21       | Saulius Širmelis        | 3           |
| Tayikistán U20       | Makhmadjon Khabibulloev | 3           |
| Kirguistán U20       | Anarbek Ormombekov      | 3           |
| Moscú U21            | Vladimir Shcherbak      | 1           |
| Saint Petersburg U21 | Boris Rappoport         | 1           |

## Fase de grupos

### Grupo A
| Equipo     | J | G | E | P | GF | GC | GD | Pts |
| ---------- | - | - | - | - | -- | -- | -- | --- |
| Ucrania    | 3 | 3 | 0 | 0 | 8  | 1  | +7 | 9   |
| Estonia    | 3 | 1 | 1 | 1 | 5  | 4  | +1 | 4   |
| Tayikistán | 3 | 0 | 2 | 1 | 5  | 8  | −3 | 2   |
| Kirguistán | 3 | 0 | 1 | 2 | 2  | 7  | −5 | 1   |

| 24 de enero de 2014 | Estonia                 | 2 – 2   | Tayikistán                      | SKK Peterburgsky, Saint Petersburg                     |                                                        |
|                     | Kirss 28' · Vaštšuk 73' | Reporte | Rakhmatov 48' · Rakhmonov 90+1' | Asistencia: 200 espectadores Árbitro(s): Roman Chernov | Asistencia: 200 espectadores Árbitro(s): Roman Chernov |

| 24 de enero de 2014 | Ucrania                            | 2 – 0   | Kirguistán | SKK Peterburgsky, Saint Petersburg                          |                                                             |
|                     | Malinovskyi 26' · Kalitvintsev 31' | Reporte |            | Asistencia: 200 espectadores Árbitro(s): Vladimir Moskalyov | Asistencia: 200 espectadores Árbitro(s): Vladimir Moskalyov |

| 25 de enero de 2014 | Ucrania                                     | 2 – 0   | Estonia | SKK Peterburgsky, Saint Petersburg                             |                                                                |
|                     | Totovytskyi 8' (pen.) · Akulinin 89' (pen.) | Reporte |         | Asistencia: 250 espectadores Árbitro(s): Vasili Miroshnichenko | Asistencia: 250 espectadores Árbitro(s): Vasili Miroshnichenko |

| 25 de enero de 2014 | Kirguistán                      | 2 – 2   | Tayikistán        | SKK Peterburgsky, Saint Petersburg                      |                                                         |
|                     | Musabekov 76' · Sagynbaev 90+3' | Reporte | Rakhmonov 10' 69' | Asistencia: 500 espectadores Árbitro(s): Sergey Smirnov | Asistencia: 500 espectadores Árbitro(s): Sergey Smirnov |

| 27 de enero de 2014 | Estonia                               | 3 – 0   | Kirguistán | SKK Peterburgsky, Saint Petersburg                      |                                                         |
|                     | Lepistu 47' · Gussev 57' · Kauber 78' | Reporte |            | Asistencia: 200 espectadores Árbitro(s): Sergei Kulikov | Asistencia: 200 espectadores Árbitro(s): Sergei Kulikov |

| 27 de enero de 2014 | Tayikistán    | 1 – 4   | Ucrania                                                           | SKK Peterburgsky, Saint Petersburg                     |                                                        |
|                     | Rakhmonov 89' | Reporte | Akulinin 57' · Yurchenko 59' · Totovytskyi 79' · Kalitvintsev 85' | Asistencia: 300 espectadores Árbitro(s): Denis Shpilev | Asistencia: 300 espectadores Árbitro(s): Denis Shpilev |

### Grupo B
| Equipo          | J | G | E | P | GF | GC | GD | Pts |
| --------------- | - | - | - | - | -- | -- | -- | --- |
| Rusia           | 3 | 3 | 0 | 0 | 10 | 1  | +9 | 9   |
| San Petersburgo | 3 | 2 | 0 | 1 | 6  | 4  | +2 | 6   |
| Lituania        | 3 | 1 | 0 | 2 | 1  | 5  | −4 | 3   |
| Moldavia        | 3 | 0 | 0 | 3 | 0  | 7  | −7 | 0   |

| 24 de enero de 2014 | San Petersburgo            | 2 – 0   | Lituania | SKK Peterburgsky, Saint Petersburg                     |                                                        |
|                     | Umarov 14' · Bogayev 90+1' | Reporte |          | Asistencia: 500 espectadores Árbitro(s): Denis Shpilev | Asistencia: 500 espectadores Árbitro(s): Denis Shpilev |

| 24 de enero de 2014 | Rusia                                   | 3 – 0   | Moldavia | SKK Peterburgsky, Saint Petersburg                        |                                                           |
|                     | Bolov 6' · Zubarev 54' · Mogilevets 66' | Reporte |          | Asistencia: 2,300 espectadores Árbitro(s): Sergei Kulikov | Asistencia: 2,300 espectadores Árbitro(s): Sergei Kulikov |

| 26 de enero de 2014 | Moldavia | 0 – 3   | San Petersburgo                | SKK Peterburgsky, Saint Petersburg                   |                                                      |
|                     |          | Reporte | Panfilov 16' 75' · Yefimov 63' | Asistencia: 300 espectadores Árbitro(s): Anton Anopa | Asistencia: 300 espectadores Árbitro(s): Anton Anopa |

| 26 de enero de 2014 | Lituania | 0 – 3   | Rusia                                         | SKK Peterburgsky, Saint Petersburg                           |                                                              |
|                     |          | Reporte | Bolov 25' (pen.) · Zubarev 51' · Sharipov 85' | Asistencia: 3,500 espectadores Árbitro(s): German Kravchenko | Asistencia: 3,500 espectadores Árbitro(s): German Kravchenko |

| 27 de enero de 2014 | Lituania                | 1 – 0   | Moldavia | SKK Peterburgsky, Saint Petersburg                     |                                                        |
|                     | Stankevičius 27' (pen.) | Reporte |          | Asistencia: 500 espectadores Árbitro(s): Roman Chernov | Asistencia: 500 espectadores Árbitro(s): Roman Chernov |

| 27 de enero de 2014 | Rusia                                               | 4 – 1   | San Petersburgo | SKK Peterburgsky, Saint Petersburg                           |                                                              |
|                     | Zubarev 9' · Chkhapeliya 27' · Bolov 67' (pen.) 69' | Reporte | Panfilov 56'    | Asistencia: 2350 espectadores Árbitro(s): Vladimir Moskalyov | Asistencia: 2350 espectadores Árbitro(s): Vladimir Moskalyov |

### Grupo C
| Equipo      | J | G | E | P | GF | GC | GD | Pts |
| ----------- | - | - | - | - | -- | -- | -- | --- |
| Letonia     | 3 | 2 | 1 | 0 | 2  | 0  | +2 | 7   |
| Bielorrusia | 3 | 1 | 1 | 1 | 6  | 4  | +2 | 4   |
| Kazajistán  | 3 | 1 | 1 | 1 | 3  | 4  | −1 | 4   |
| Moscú       | 3 | 0 | 1 | 2 | 2  | 5  | −3 | 1   |

| 25 de enero de 2014 | Letonia      | 1 – 0   | Moscú | SKK Peterburgsky, Saint Petersburg                       |                                                          |
|                     | Loginovs 37' | Reporte |       | Asistencia: 200 espectadores Árbitro(s): Vitaly Rushakov | Asistencia: 200 espectadores Árbitro(s): Vitaly Rushakov |

| 25 de enero de 2014 | Bielorrusia                                                     | 4 – 1   | Kazajistán    | SKK Peterburgsky, Saint Petersburg                       |                                                          |
|                     | Shestilovsky 9' · Savitski 12' · Lebedzew 22' · Shramchenko 37' | Reporte | Islamkhan 57' | Asistencia: 200 espectadores Árbitro(s): Kirill Levnikov | Asistencia: 200 espectadores Árbitro(s): Kirill Levnikov |

| 26 de enero de 2014 | Bielorrusia | 0 – 1   | Letonia         | SKK Peterburgsky, Saint Petersburg                      |                                                         |
|                     |             | Reporte | Klimaševičs 56' | Asistencia: 250 espectadores Árbitro(s): Aleksey Sukhoy | Asistencia: 250 espectadores Árbitro(s): Aleksey Sukhoy |

| 26 de enero de 2014 | Kazajistán                         | 2 – 0   | Moscú | SKK Peterburgsky, Saint Petersburg                     |                                                        |
|                     | Zhangylyshbay 11' · Murtazayev 61' | Reporte |       | Asistencia: 400 espectadores Árbitro(s): Roman Galimov | Asistencia: 400 espectadores Árbitro(s): Roman Galimov |

| 28 de enero de 2014 | Letonia | 0 – 0   | Kazajistán | SKK Peterburgsky, Saint Petersburg                             |                                                                |
|                     |         | Reporte |            | Asistencia: 200 espectadores Árbitro(s): Vasili Miroshnichenko | Asistencia: 200 espectadores Árbitro(s): Vasili Miroshnichenko |

| 28 de enero de 2014 | Moscú                      | 2 – 2   | Bielorrusia              | SKK Peterburgsky, Saint Petersburg                      |                                                         |
|                     | Morgunov 83' · Zayerko 90' | Reporte | Klopotskiy 9' 45' (pen.) | Asistencia: 200 espectadores Árbitro(s): Sergey Smirnov | Asistencia: 200 espectadores Árbitro(s): Sergey Smirnov |

## Ronda de Consolación

### 9º-12º Lugar
| 30 de enero de 2014 | Kirguistán | 0 – 5   | Moscú                                            | SKK Peterburgsky, Saint Petersburg                     |                                                        |
|                     |            | Reporte | Zayerko 2' · Sinyavsky 8' 15' 29' · Sutormin 40' | Asistencia: 200 espectadores Árbitro(s): Denis Shpilev | Asistencia: 200 espectadores Árbitro(s): Denis Shpilev |

| 30 de enero de 2014 | Moldavia             | 2 – 1   | Tayikistán       | SKK Peterburgsky, Saint Petersburg                     |                                                        |
|                     | Bogdan 6' · Dima 55' | Reporte | Avram 86' (a.g.) | Asistencia: 300 espectadores Árbitro(s): Roman Galimov | Asistencia: 300 espectadores Árbitro(s): Roman Galimov |

### 11º Lugar
| 1 de febrero de 2014 | Kirguistán                                | 1 – 1 (2–4 p.)             | Tayikistán                                  | SKK Peterburgsky, Saint Petersburg                     |                                                        |
|                      | Akhmataliev 22'                           | Reporte                    | Rakhmonov 50' (pen.)                        | Asistencia: 200 espectadores Árbitro(s): Roman Chernov | Asistencia: 200 espectadores Árbitro(s): Roman Chernov |
|                      |                                           | Tiros desde el punto penal |                                             |                                                        |                                                        |
|                      | Musabekov · Zhyrgalbek · Umarov · Kolbaev |                            | Rakhmonov · Juraboev · Rakhmatov · Tursunov |                                                        |                                                        |

### 9º Lugar
| 1 de febrero de 2014 | Moscú                              | 2 – 1   | Moldavia  | SKK Peterburgsky, Saint Petersburg                             |                                                                |
|                      | Polyakov 5' · Kurzenyov 90' (pen.) | Reporte | Tiron 58' | Asistencia: 200 espectadores Árbitro(s): Vasili Miroshnichenko | Asistencia: 200 espectadores Árbitro(s): Vasili Miroshnichenko |

## Fase Final

### Cuartos de final
| 29 de enero de 2014 | Ucrania                                                       | 4 – 1   | Lituania           | SKK Peterburgsky, Saint Petersburg                      |                                                         |
|                     | Pryndeta 25' · Yurchenko 28' · Totovytskyi 31' · Akulinin 47' | Reporte | Salamanavičius 10' | Asistencia: 200 espectadores Árbitro(s): Aleksey Sukhoy | Asistencia: 200 espectadores Árbitro(s): Aleksey Sukhoy |

| 29 de enero de 2014 | Letonia | 0 – 2   | Estonia                  | SKK Peterburgsky, Saint Petersburg                       |                                                          |
|                     |         | Reporte | Gussev 72' · Vaštšuk 82' | Asistencia: 200 espectadores Árbitro(s): Kirill Levnikov | Asistencia: 200 espectadores Árbitro(s): Kirill Levnikov |

| 29 de enero de 2014 | San Petersburgo | 0 – 3   | Bielorrusia                          | SKK Peterburgsky, Saint Petersburg                         |                                                            |
|                     |                 | Reporte | Shramchenko 29' 57' · Yablonskiy 47' | Asistencia: 500 espectadores Árbitro(s): German Kravchenko | Asistencia: 500 espectadores Árbitro(s): German Kravchenko |

| 29 de enero de 2014 | Rusia                                   | 3 – 1   | Kazajistán     | SKK Peterburgsky, Saint Petersburg                       |                                                          |
|                     | Bolov 9' · Chkhapeliya 63' · Manzon 74' | Reporte | Murtazayev 32' | Asistencia: 850 espectadores Árbitro(s): Vitaly Rushakov | Asistencia: 850 espectadores Árbitro(s): Vitaly Rushakov |

### 5º-8º Lugar
| 31 de enero de 2014 | Lituania                                                          | 0 – 0 (4–5 p.)             | San Petersburgo                                          | SKK Peterburgsky, Saint Petersburg                      |                                                         |
|                     |                                                                   | Reporte                    |                                                          | Asistencia: 200 espectadores Árbitro(s): Sergei Kulikov | Asistencia: 200 espectadores Árbitro(s): Sergei Kulikov |
|                     |                                                                   | Tiros desde el punto penal |                                                          |                                                         |                                                         |
|                     | Girdvainis · Baranauskas · Salamanavičius · Gedminas · Skripkinas |                            | Panfilov · A.Ivanov · Deyneko · Zakarlyuka · Zolotarenko |                                                         |                                                         |

| 31 de enero de 2014 | Letonia       | 1 – 3   | Kazajistán                          | SKK Peterburgsky, Saint Petersburg                      |                                                         |
|                     | Ikaunieks 34' | Reporte | Pasichnik 14' · Murtazayev 30', 90' | Asistencia: 300 espectadores Árbitro(s): Sergey Smirnov | Asistencia: 300 espectadores Árbitro(s): Sergey Smirnov |

### Semifinales
| 31 de enero de 2014 | Ucrania                 | 1 – 0   | Bielorrusia | SKK Peterburgsky, Saint Petersburg                          |                                                             |
|                     | Shestilovsky 72' (o.g.) | Reporte |             | Asistencia: 700 espectadores Árbitro(s): Vladimir Moskalyov | Asistencia: 700 espectadores Árbitro(s): Vladimir Moskalyov |

| 31 de enero de 2014 | Estonia | 0 – 3   | Rusia                         | SKK Peterburgsky, Saint Petersburg                           |                                                              |
|                     |         | Reporte | Zemskov 14' 38' · Tsveiba 57' | Asistencia: 1,000 espectadores Árbitro(s): German Kravchenko | Asistencia: 1,000 espectadores Árbitro(s): German Kravchenko |

### 7º Lugar
| 2 de febrero de 2014 | Lituania           | 1 – 0   | Letonia | SKK Peterburgsky, Saint Petersburg                     |                                                        |
|                      | Salamanavičius 63' | Reporte |         | Asistencia: 200 espectadores Árbitro(s): Roman Galimov | Asistencia: 200 espectadores Árbitro(s): Roman Galimov |

### 5º Lugar
| 2 de febrero de 2014 | San Petersburgo | 0 – 3   | Kazajistán                         | SKK Peterburgsky, Saint Petersburg                          |                                                             |
|                      |                 | Reporte | Filchakov 27' 31' · Murtazayev 86' | Asistencia: 400 espectadores Árbitro(s): Vladimir Moskalyov | Asistencia: 400 espectadores Árbitro(s): Vladimir Moskalyov |

### 3º Lugar
| 2 de febrero de 2014 | Bielorrusia                           | 2 – 0   | Estonia | SKK Peterburgsky, Saint Petersburg                      |                                                         |
|                      | Klopotskiy 60' (pen.) · Nazarenko 87' | Reporte |         | Asistencia: 600 espectadores Árbitro(s): Aleksey Sukhoy | Asistencia: 600 espectadores Árbitro(s): Aleksey Sukhoy |

### Final
| 2 de febrero de 2014 | Ucrania                                                         | 4 – 0   | Rusia | SKK Peterburgsky, Saint Petersburg                         |                                                            |
|                      | Puchkovskyi 4' · Vakulenko 16' · Memeshev 47' · Totovytskyi 90' | Reporte |       | Asistencia: 3,000 espectadores Árbitro(s): Vitaly Rushakov | Asistencia: 3,000 espectadores Árbitro(s): Vitaly Rushakov |

## Campeón
| Copa de la CEI 2014 |
| ------------------- |
| Bandera de Ucrania  |
| Ucrania 1º Título   |

## Máximos goleadores
| # | Futbolista          | Equipo          | Goles |
| - | ------------------- | --------------- | ----- |
| 1 | Ruslan Bolov        | Rusia           | 5     |
| 1 | Roman Murtazayev    | Kazajistán      | 5     |
| 1 | Abdurasul Rakhmonov | Tayikistán      | 5     |
| 4 | Andriy Totovytskyi  | Ucrania         | 4     |
| 5 | Leonid Akulinin     | Ucrania         | 3     |
| 5 | Vladimir Zubarev    | Rusia           | 3     |
| 5 | Yevgeniy Klopotskiy | Bielorrusia     | 3     |
| 5 | Anton Shramchenko   | Bielorrusia     | 3     |
| 5 | Aleksei Panfilov    | San Petersburgo | 3     |
| 5 | Semyon Sinyavsky    | Moscú           | 3     |

## Posiciones Finales
| #                 | Equipo          |
| ----------------- | --------------- |
| Medalla de oro    | Ucrania         |
| Medalla de plata  | Rusia           |
| Medalla de bronce | Bielorrusia     |
| 4                 | Estonia         |
| 5                 | Kazajistán      |
| 6                 | San Petersburgo |
| 7                 | Lituania        |
| 8                 | Letonia         |
| 9                 | Moscú           |
| 10                | Moldavia        |
| 11                | Tayikistán      |
| 12                | Kirguistán      |